# Kepler-296c
Kepler-296 Ac, o simplemente Kepler-296c, es un planeta descubierto por el telescopio espacial Kepler y fue clasificado inicialmente como candidato a planeta. Un nuevo análisis estadístico dirigido por un equipo del Centro de Investigación Ames de la NASA ha validado el planeta con más del 99 por ciento de fiabilidad. Aunque muchos parámetros de Kepler-296 Ac aún se desconocen, el objeto es muy poco probable que sea un falso positivo. Un nuevo análisis de alta resolución de imagen por el telescopio espacial Hubble muestra un sistema estelar binario, en el que no está claro si este planeta orbita alrededor del componente A o del B. Los datos presentados aquí son los valores calculados en caso de orbitar alrededor del componente A.